# メルボルン・クリケット・グラウンド
メルボルン・クリケット・グラウンド（英語: Melbourne Cricket Ground）は、オーストラリア・メルボルンのヤラ公園にあるクリケット用競技場。1956年のメルボルンオリンピック、2006年コモンウェルスゲームズのメイン会場でもあった。また、オーストラリアンフットボールのAFLグランドファイナルの舞台にもなる。2005年12月に、ビクトリア州遺産とオーストラリア国定遺産に指定された。南半球最大のスタジアムである。施設内にはオーストラリアスポーツ博物館が併設されている。

## 歴史
1853年9月23日、メルボルン・クリケット・クラブが土地を取得し、1854年に初のクリケットの試合が行われた。オーストラリアンフットボールの最初の開催は1859年7月12日に行われた。
1956年のメルボルンオリンピック・2006年のコモンウェルスゲームズの際には一時的に陸上競技用トラック・フィールドが設置され、終了後全面天然芝に戻された。

## 過去に行われた大会
- クリケット・ワールドカップ（1992年大会と2015年大会の決勝戦など）
- クリケット・T20ワールドカップ（2022年大会の決勝戦など）
- クリケットテストマッチ
- オーストラリアン・フットボール・リーグ
- 1956年メルボルンオリンピック（開閉会式・陸上競技）
- メルボルンマラソン
- コモンウェルスゲームズ（2006年・2026年予定）
- サッカーオーストラリア代表
  - 親善試合
  - 2010 FIFAワールドカップ・アジア予選
  - 1998 FIFAワールドカップ・大陸間プレーオフ (AFC-OFC)
- ステート・オブ・オリジン（1995年・1997年・2015年・2018年）
- WWEスーパーショー・ダウン（2018年）
- 聖体大会（1973年）
- NFL公式戦（2026年予定）